# Milagros Mengíbar
Milagros Mengíbar de la Cruz (* 30. Mai 1952 in Triana) ist eine spanische Flamenco-Tänzerin und Choreografin.

## Leben

### Kindheit und Jugend
Milagros Mengíbar begeisterte sich schon als Kind für Tanz und Gesang. Obwohl ihre Eltern wenig Geld zur Verfügung hatten, ermöglichten sie ihr, Gesangsunterricht bei Adelita Domingo zu nehmen. Mit 13 Jahren engagierte das Tablao El Zoco in Córdoba sie als Tänzerin. Da es gesetzlich verboten war, Jugendliche dieses Alters in Gaststätten zu beschäftigen, pflegte ihre Mutter sie zu begleiten und in der Künstlergarderobe zu warten, während Milagros auf der Bühne auftrat. In jener Zeit lernte sie vor allem von Ana Carillo, genannt La Tomata.
Es folgte ein Engagement in der Heimatstadt Sevilla im Tablao El Patio Andaluz. Daneben nahm sie Unterricht in der Tanzschule von Matilde Coral.

### Durchbruch zum Erfolg
1974 gewann sie beim Wettbewerb von Córdoba den Premio La Argentinita. Es folgten Auslandsreisen mit Auftritten in Japan, Italien, den Niederlanden und Deutschland. Mangels anderer Engagements arbeitete sie dann erneut im Patio Andaluz. Dort entdeckte sie 1986 Romualdo Molina, ein einflussreicher Kritiker. Dieser vermittelte ihr ein Engagement beim spanischen Fernsehsender TV2, wo sie in der Serie La Buena Música auftrat. Außerdem empfahl er sie dem Leiter der Flamenco-Biennale von Sevilla, José Luis Ortiz Nuevo. Ihr Auftritt bei der Biennale 1988 wurde zum Triumph. Beispielsweise schrieb Antonio García Barbeito:

«Milagros bailó esta noche “entera”; toda ella era una manifestación de baile. Desde las puntas del pelo hasta los pies. Milagros llenó la noche de formas mágicas hasta acabar de volver locos a los naranjos del patio.»

„Milagros tanzte diese ‘ganze’ Nacht; alles war eine Manifestation von Tanz. Von den Haarspitzen bis zu den Füßen. Milagros füllte die Nacht mit magischen Formen und schaffte es, sogar die Orangenbäume im Innenhof verrückt zu machen.“

### Festivals und Veranstaltungen bis 2000
Nach diesem Erfolg war sie eine gefragte Künstlerin, die zu den angesehenen Festivals und Veranstaltungen eingeladen wurde. Sie trat auf:
- 1989 beim Festival Internacional de la Guitarra in Córdoba.
- 1990 bei der Biennale von Sevilla.
- 1991 bei Estrellas de la Bienal im Teatro de la Maestranza in Sevilla.
- 1992 beim Festival Nacional del Cante de las Minas in La Unión und erneut bei der Biennale von Sevilla.
- 1993 beim Festival Internacional de la Guitarra in Córdoba und beim Festival von La Puebla de Cazalla.
- 1994 bei der Biennale von Sevilla.
- 1995 bei der Gala-Hommage an La Argentinita in Córdoba. Für diesen Auftritt gewann sie den Jahrespreis der Kritik.
- 1995 beim Festival von Mont-de-Marsan.
- 1996 beim Festival vom Madrid und bei der Biennale von Sevilla.
- 1997 bei den Estudios Flamencos in Málaga und bei der Semana Flamenca in Ávila.
- 1998 beim Concurso Flamenco in Córdoba, beim Festival von Jerez und bei der Biennale von Sevilla.
- 1999 in Salamanca.
- 2000 beim Festival Nacional del Cante de las Minas in La Unión und bei der Biennale von Sevilla.

### Spätere Karriere
Ihre Darbietung beim Cumbre Flamenca von Murcia brachte ihr 2001 den Preis Patriarca del Flamenco ein. 2002 folgten Auftritte beim Festival von Jerez, beim Festival Nacional del Cante de las Minas in La Unión, bei der Biennale von Sevilla und beim Festival von Madrid.
- 2005 wurde sie mit dem Premio Nacional de Baile der Cátedra de Flamencología von Jerez ausgezeichnet.
- 2006 wurde sie mit dem Compás del Cante geehrt.[8]
- Im selben Jahr bestritt sie die Eröffnungsgala des Festival del Cante de las Minas in La Unión mit Choreografien zu einer Malagueña, einer Granaína und einer Minera.[8]
- 2008 bei der Biennale von Sevilla tanzte sie in der Show De la mar al fuego eine Caña im ihr eigenen majestätischen Stil, mit großem Einsatz der Bata de Cola.[9]
- 2012 bestritt sie beim Festival Sevilla Flamenco Viene del Sur gemeinsam mit Ángeles Gabaldón und Luisa Palacio eine Show. Thema des Abends war ein Hommage an die sevillanische Flamenco-Schule und deren Protagonistin Matilde Coral.[10]
- 2013 konnte man sie beim Festival von Málaga tanzen sehen.[11] Im selben Jahr präsentierte sie in Sevilla ihre Choreografie Lunares de almidón.[12]
- 2014 tanzte sie in Pastora Galváns Show &Dentidades in Sevilla.[13]
- 2015 tanzte sie bei Septiembre es Flamenco in Sevilla.[14]
- Auch 2016 trat sie erneut bei der Biennale von Sevilla auf.[15]
- Im Februar 2019 trat sie beim Flamenco-Festival in Ottobrunn bei München auf.[16]

### Lehrtätigkeit
Milagros Mengíbar unterrichtete Flamenco an der Peña Flamenca in Huelva. Seit 1997 unterrichtet sie an der Fundación Cristina Heeren in Sevilla.

## Stil
Meligros Mengíbar pflegt einen ausgeprägt weiblichen Tanzstil, der durch die Tradition ihrer Heimatstadt Sevilla geprägt ist. José Luis Navarro García charakterisiert ihn folgendermaßen:

«Es el baile de mujer por antonomasia, unas veces seductor y coqueto; otras veces apasionado, y siempre airoso y encantador. Y elegante. Sus actitudes son un canon estético. En su baile hay, además, señorío, sabiduría y conocimiento. Se mueve con majestad, llenando y dominando todo el escenario.»

„Es ist der weibliche Tanz par excellence, mal verführerisch und kokett, mal leidenschaftlich, und immer anmutig und bezaubernd. Und elegant. Ihre Darbietungen sind ein ästhetischer Kanon. Ihr Tanz ist voll Würde, Weisheit und Wissen. Sie bewegt sich majestätisch, füllt die ganze Bühne aus und dominiert sie.“

Sie beherrsche sämtliche Palos des Flamenco, und ebenso die Escuela bolera, und verleihe allen Stilarten ihren eigenen Charakter, so weiterhin Navarro García. Ihre technische Fähigkeit befähige sie, jeden Tanz leicht und frisch erscheinen zu lassen. Sie setze den gesamten Körper ein, bewege Arme und Hände harmonisch und anmutig, und wisse die Kastagnetten einzusetzen wie nur wenige andere. Bekanntermaßen beispielhaft sei ihre meisterhafte Beherrschung der Bata de Cola. Darüber hinaus sei sie eine Meisterin der Improvisation, in der Lage, jeden Tanz mit einem Minimum an Proben aufzuführen.
Ihre Fußtechnik sei voller Musikalität und Rhythmus. Dabei respektiert sie den Gesang und die Musik und passt sich gefühlvoll an. Sie verzichtet auf geräuschvolle Zapateados, wenn eine Strophe gesungen wird oder wenn der Gitarrist eine Kadenz spielt. Stattdessen begleitet sie die Musik lieber mit dazu passenden harmonischen Bewegungen.

## Rezeption
Milagros Mengíbar steht bei der Fachkritik in hohem Ansehen. Der Flamenco-Forscher und Kritiker Ángel Álvarez Caballero verglich ihren Tanz mit dem der „ehemaligen Königinnen der Tablaos, majestätisch mit Bata de Cola“. 1996 schrieb er anlässlich ihres Auftritts beim Festival von Madrid:

«Milagros Mengíbar alcanzó al fin (…) un rotundo triunfo personal. Lo merece. Es bailaora al viejo estilo, que da al baile un tiempo prioramente lento, lentísimo a veces, casi como ralentizado. Lo vimos en su solemne versión de la caña, hecha con empaque y señorío. Esta forma de bailar, tan infrecuente hoy día, permite a la bailaora recrearse em un desarrollo interiorizado y con mucho temple (…) Fue un deleite contemplar su aire, en que el puro aspecto estético no es atractivo menor, ya que la Mengíbar es una hermosa mujer que sabe crear, en feliz fusión su arte y su imagen, admirables secuencias de enorme belleza visual.»

„Für Milagros Mengíbar wurde es […] ein überwältigender persönlicher Triumph. Sie verdient ihn. Sie ist eine Tänzerin alten Stils, der dem Tanz Zeit gibt, langsame, manchmal sehr langsame Zeit, fast so, als ob sie verzögert würde. Wir sahen es in ihrer feierlichen Version der Caña, gemessen und würdevoll aufgeführt. Diese heute so seltene Art des Tanzes erlaubt es der Tänzerin, sich in einer inneren Entwicklung stimmungsvoll neu zu erfinden […] Es war eine Freude, ihre Anmut anzuschauen, bei der der rein ästhetische Aspekt ebenso reizvoll ist wie die weibliche Schönheit der Mengíbar, die es versteht, in einer glücklichen Verschmelzung von Kunst und Augenschein wunderbare Sequenzen von enormer visueller Schönheit zu schaffen.“

Francisco Hidalgo würdigte sie 1997 mit den Worten:

«Nadie pasea con más gracia y garbo la bata de cola. El tiempo se detiene absorto cuando, estatuaria, sus manos y brazos dibujar filigranas en el aire. Y su cara tan expresiva y esos ojos que hechizan y enamoran al viento. Cada una de sus figuras merecería eternizarse y formar parte del friso del templo de la danza.»

„Niemand bewegt sich mit mehr Grazie und Anmut in der Bata de Cola. Die Zeit bleibt stehen, wenn sie statuenhaft mit Händen und Armen zarte Zeichnungen in die Luft schreibt. Und ihr Gesicht so ausdrucksstark und diese Augen, die verzaubern und in die sich der Wind verliebt. Jede ihrer Figuren verdient es, im Fries des Tempels des Tanzes verewigt zu werden.“

Die Kritikerin Marta Carrasco schrieb:

«Hizo su interpretada petenera, en la que son los movimientos los que llevan el compás, más que los pies. Y entonces, me recordó la noche en la que la trianera triunfó en Sevilla allá por las bienales del ochenta (…).»

„Sie interpretierte ihre Petenera, in der es mehr ihre Bewegungen als ihre Füße sind, die den Rhythmus tragen. Und dann erinnerte ich mich an die Nacht, in der die Frau aus Triana bei der Biennale von Sevilla bereits in den 80er Jahren […] triumphierte.“